# آنالیز جرمی چهارقطبی

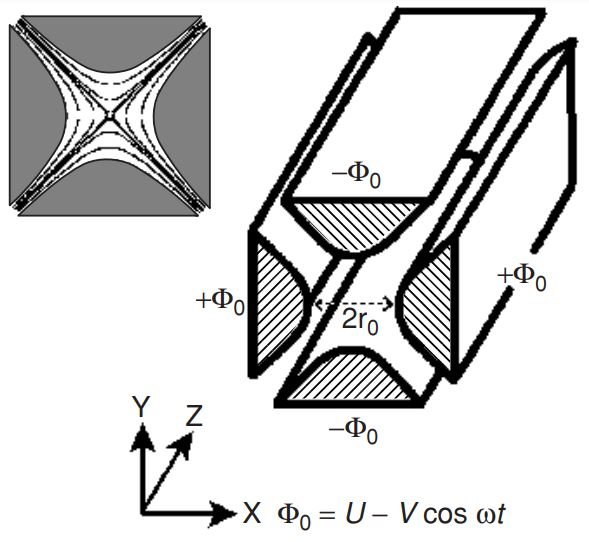
شکل2 - چهار قطبی با میله های هذلولی و پتانسیل های اعمال شده. خطوط هم پتانسیل در بالا، در سمت چپ نشان داده شده است.

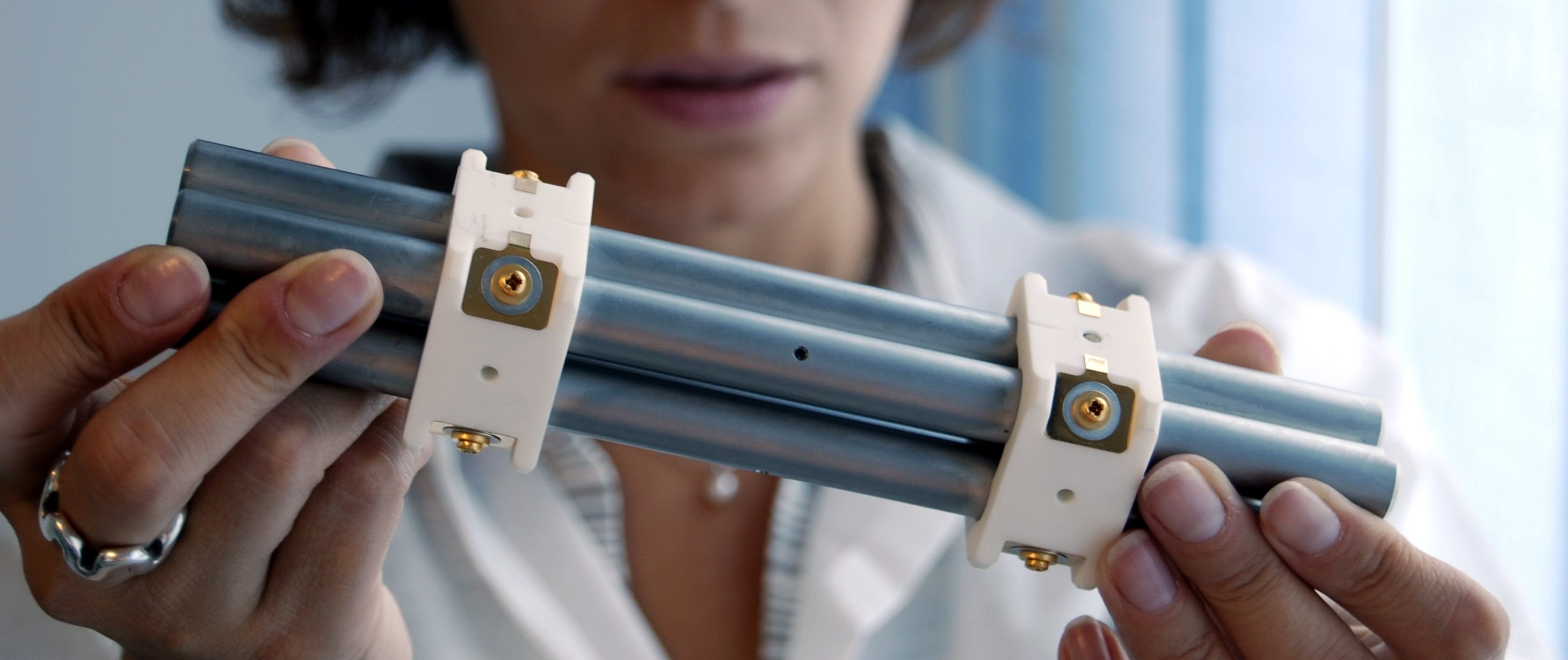
شکل3 - تصویری از یک آنالیزگر جرمی چهارقطبی

در طیف سنجی جرمی (به انگلیسی: Mass spectroscopy)، تحلیلگر جرمی چهارقطبی (یا فیلتر جرمی چهارقطبی) نوعی تحلیلگر جرمی است که در ابتدا توسط ولفگانگ پل برنده جایزه نوبل و شاگردش هملوت اشتاین‌ودل طراحی شد. تحلیلگر (به انگلیسی: Analyzer) چهار قطبی، دستگاهی است که از مکانیزم پایداری مسیرها در میدان‌های الکتریکی نوسانی برای جداسازی یون ها بر حسب نسبت {\displaystyle m/z} آنها بهره می‌برد. تله‌های یونی (به انگلیسی: ion traps) دوبعدی یا سه بعدی بر اساس همین اصل کار می‌کنند. اصل چهارقطبی توسط پل و اشتاین‌وگن، در دانشگاه بن، در سال 1953 توصیف شد. آنها از کار تحقیقاتی بر روی متمرکز کردن توان یون‌ها که در سال 1951 در آتن توسط یک مهندس برق به نام کریستوفیلوس انجام شد، شروع کردند. از آن زمان، چهارقطبی‌ها با تلاش کنت آر. شولدرز، رابرت ای. فینیگان  و مایکل اس. استوری به ابزارهای تجاری در دسترس تبدیل شدند.

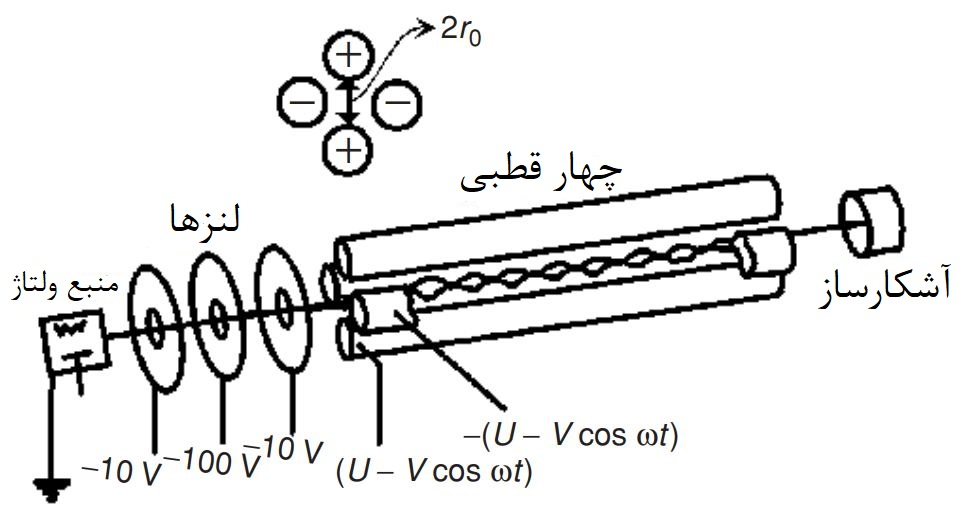
شکل1 - ابزار چهار قطبی که از منبع، عدسی های فوکوس، میله های استوانه ای چهارقطبی و آشکارساز تشکیل شده است. در حالت ایده آل، میله ها باید هذلولی باشند.

## اصول عملکرد
تحلیلگرهای چهار قطبی از چهار میله با مقطع دایره‌ای یا در حالت ایده آل، هذلولوی تشکیل شده اند (شکل های 1و2). میله ها باید کاملاً موازی باشند. میله‌های استوانه‌ای با نسبت مشخصی از قطر میله به فاصله، تقریب مناسبی را برای پارامتر های هذلولوی‌ها فراهم می‌کنند. تغییرات کوچک در نسبت، تأثیر زیادی بر وضوح و شکل قله دارد. تولیدکنندگان مختلف نسبت‌های متفاوت را برای تنظیم دقیق ویژگی‌های عملیاتی انتخاب می‌کنند. از دهه 1980، شرکت MAT و متعاقباً Finnigan Instrument Corporation از میله‌های هذلولی تولید شده با تلرانس مکانیکی 0.001 میلی‌متر استفاده کردند، که فرآیند تولید دقیق آن به عنوان یک راز در داخل شرک نگهداری می‌شد.
یون مثبتی که وارد فضای بین میله ها می‌شود به سمت میله ی منفی کشیده می‌شود. اگر قبل از اینکه انرژی پتانسیل روی این میله تخلیه شود، علامت تغییر کند، یون تغییر جهت می دهد. فقط یون هایی با نسبت جرم به بار ({\displaystyle m/z}) معینی با توجه به نسبت معینی از ولتاژ، به آشکارساز می‌رسند: یون‌های دیگر دارای مسیرهای ناپایدار هستند و با میله‌ها برخورد می‌کنند. این موضوع اجازه ی انتخاب یک یون با {\displaystyle m/z} خاص را می‌دهد یا به بیانی دیگر، به اپراتور این اجازه را می‌دهد تا محدوده ای از مقادیر {\displaystyle m/z} را با تغییر تواما ولتاژ اعمال شده اسکن (روبش) کند. یون‌هایی که در امتداد محور Z حرکت می‌کنند، تحت تأثیر یک میدان الکتریکی کل تشکیل شده از یک میدان جایگزین چهارقطبی قرار می‌گیرند که بر روی یک میدان ثابت ناشی از اعمال پتانسیل‌ها بر روی میله‌ها قرار گرفته است:
{\displaystyle \Phi _{0}=+(U-V\cos \omega t),\quad -\Phi _{0}=-(U-V\cos \omega t)}
در این معادله، {\displaystyle \Phi _{0}} نشان دهنده پتانسیل اعمال شده به میله‌ها، {\displaystyle \omega } فرکانس زاویه ای (بر حسب رادیان در ثانیه {\displaystyle 2\pi \nu =}، که در آن {\displaystyle \nu } فرکانس میدان RF است)، {\displaystyle U} مقدار پتانسیل راستا و {\displaystyle V} مقدار دامنه از صفر تا قله ی ولتاژ RF است. به طور معمول،  از 500 تا 2000 ولت و ولتاژ از 0 تا 3000 ولت (از 3000- تا 3000+ ولت قله-تا-قله) متفاوت است.

## کاربردها
آنالیزگر جرمی چهارقطبی به دلیل دقت بالا، هزینه کمتر و پایداری در شرایط مختلف، به طور گسترده در صنایع و تحقیقات علمی به‌کار گرفته می‌شود، که از مهم‌ترین کاربردهای این دستگاه می‌توان به موارد زیر اشاره کرد:
1. طیف‌سنجی جرمی گاز-کروماتوگرافی (GC-MS): یکی از رایج‌ترین کاربردهای چهارقطبی‌ها، استفاده در کروماتوگرافی گازی (به اختصار: GC) است که در آن مواد مختلف بر اساس زمان خروج از ستون کروماتوگرافی تفکیک شده و سپس برای شناسایی به طیف‌سنج جرمی ارسال می‌شوند. آنالیزگر چهارقطبی در این سیستم به شناسایی یون‌ها بر اساس نسبت جرم به بار کمک می‌کند و برای تحلیل ترکیبات پیچیده و فرار مانند هیدروکربن‌ها و آلاینده‌ها مفید است.[۹]
2. طیف‌سنجی جرمی مایع-کروماتوگرافی (LC-MS): چهارقطبی‌ها به دلیل توانایی اتصال به کروماتوگرافی مایع (به اختصار: LC)، در تحلیل ترکیباتی که در شرایط کروماتوگرافی گازی مناسب نیستند، کاربرد دارند. این ترکیبات شامل پروتئین‌ها، پپتیدها و داروها هستند که در صنایع دارویی و زیست‌فناوری به طور گسترده بررسی می‌شوند.[۹]
3. طیف‌سنجی جرمی-جرمی (MS-MS): چهارقطبی‌ها همچنین می‌توانند در ابزارهای طیف‌سنجی جرمی-جرمی (به انگلیسی: Tandem mass spectrometry)، مانند دستگاه‌های سه‌گانه چهارقطبی (به انگلیسی: Triple Quadrupole)، به‌کار گرفته شوند. در این حالت، یون‌های جداشده توسط اولین آنالیزگر، در مرحله دوم تحت واکنش‌های شکافت قرار می‌گیرند و سپس محصولات تولیدشده توسط چهارقطبی سوم تحلیل می‌شوند. این تکنیک به خصوص در پروتئومیکس، شیمی دارویی، و مطالعه ساختارهای مولکولی پیچیده مفید است.
4. تحقیقات زیست‌محیطی: آنالیزگرهای جرمی چهارقطبی برای شناسایی آلاینده‌های زیست‌محیطی مانند ترکیبات آلی فرار (VOCs) و فلزات سنگین در نمونه‌های آبی و خاکی استفاده می‌شوند. به دلیل دقت بالا و قابلیت استفاده در فشارهای نسبتاً زیاد، این دستگاه‌ها در تحلیل آلاینده‌های ناشی از صنایع شیمیایی و کشاورزی بسیار کارآمد هستند.[۱۰]
5. علوم غذایی: در صنایع غذایی، از آنالیزگرهای چهارقطبی برای شناسایی مواد افزودنی، آلاینده‌ها، و ترکیبات شیمیایی مضر مانند سموم دفع آفات استفاده می‌شود. این ابزار به کنترل کیفیت محصولات غذایی و اطمینان از رعایت استانداردهای بهداشتی کمک می‌کند.
6. تحلیل داروها: در صنایع دارویی، چهارقطبی‌ها برای شناسایی ترکیبات فعال دارویی، تحلیل ناخالصی‌ها، و بررسی محصولات نهایی استفاده می‌شوند. همچنین این دستگاه‌ها در فرایند توسعه‌ی داروها، به‌ویژه برای شناسایی ساختار مولکول‌های پیچیده، نقش حیاتی دارند.
7. تشخیص سریع در آزمایشگاه‌های بالینی: در مراکز تشخیصی، آنالیزگرهای چهارقطبی به‌عنوان ابزاری سریع برای شناسایی نشانگرهای زیستی (به انگلیسی: biomarkers) و بررسی ترکیبات زیستی در نمونه‌های خونی و ادراری استفاده می‌شوند.

## مقایسه با سایر آنالیزگرها
آنالیزگر جرمی چهارقطبی در کنار سایر انواع آنالیزگرهای جرمی مانند زمان-پرواز (به انگلیسی: TOF)، تله یونی (به انگلیسی: Ion Trap)، و تبدیل فوریه (به انگلیسی: FT-ICR) کاربرد گسترده‌ای دارد، اما هرکدام دارای مزایا و معایب خاص خود هستند. در ادامه، مقایسه‌ای بین این آنالیزگرها ارائه می‌شود:

### مقایسه با TOF:
مزیت چهارقطبی: طراحی ساده‌تر و توانایی کار با جریان یون پیوسته.
مزیت TOF: دقت و دامنه جرمی بالاتر، به‌ویژه برای آنالیز مولکول‌های بزرگ و ترکیبات پیچیده.
محدودیت چهارقطبی: برای تحلیل نمونه‌های سنگین، چهارقطبی‌ها نمی‌توانند با سرعت و دقت TOF رقابت کنند.

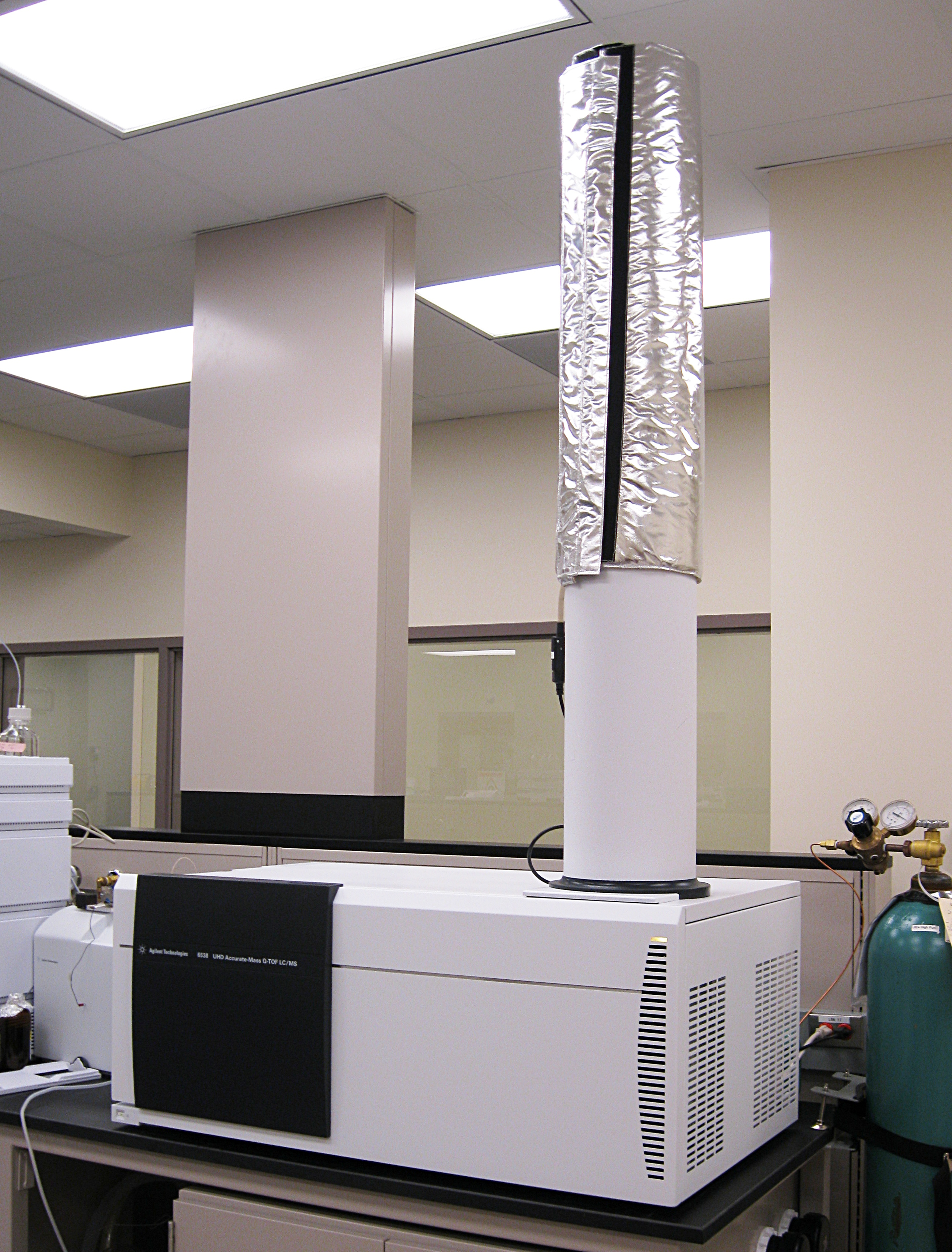
شکل4 - طیف سنج جرمی زمان‌پرواز-چهارقطبی هیبریدی

### مقایسه با تله یونی (Ion Trap):
مزیت چهارقطبی: سرعت بالاتر در طیف‌سنجی و عملکرد بهتر در سیستم‌های کروماتوگرافی پیوسته.
مزیت تله یونی: توانایی ذخیره و تجمیع یون‌ها، که به افزایش حساسیت در تحلیل نمونه‌های بسیار رقیق کمک می‌کند.
محدودیت چهارقطبی: برخلاف تله یونی، امکان جمع‌آوری و ذخیره یون‌ها برای افزایش حساسیت را ندارد.

### مقایسه با FT-ICR:
مزیت چهارقطبی: هزینه و پیچیدگی کمتر در مقایسه با FT-ICR.
مزیت FT-ICR: قدرت تفکیک بسیار بالا و دقت فوق‌العاده در تعیین جرم ترکیبات پیچیده.
محدودیت چهارقطبی: توان تفکیک جرمی و دقت پایین‌تر در مقایسه با FT-ICR، که برای تحلیل‌های پیشرفته پروتئومیکس مناسب نیست.
|                                | چهارقطبی                               | تله یون (Ion trap)                     | زمان پرواز (TOF)                       | زمان پرواز رفلکترون (TOF reflectron)   | مغناطیسی                               | FTICR                                   | مدارگرد (Orbitrap)                      |
| محدودیت جرم                    | {\displaystyle 4000Th}                 | {\displaystyle 6000Th}                 | {\displaystyle >1000000Th}             | {\displaystyle 10000Th}                | {\displaystyle 20000Th}                | {\displaystyle 30000Th}                 | {\displaystyle 50000Th}                 |
| تفکیک پذیری                    | {\displaystyle 2000}                   | {\displaystyle 4000}                   | {\displaystyle 5000}                   | {\displaystyle 20000}                  | {\displaystyle 100000}                 | {\displaystyle 500000}                  | {\displaystyle 100000}                  |
| FWHM ({\displaystyle m/z1000}) |                                        |                                        |                                        |                                        |                                        |                                         |                                         |
| دقت                            | {\displaystyle 100Ppm}                 | {\displaystyle 100Ppm}                 | {\displaystyle 200Ppm}                 | {\displaystyle 10Ppm}                  | {\displaystyle <10Ppm}                 | {\displaystyle <5Ppm}                   | {\displaystyle <5Ppm}                   |
| نمونه‌برداری یون                | پیوسته                                 | پالسی                                  | پالسی                                  | پالسی                                  | پیوسته                                 | پالسی                                   | پالسی                                   |
| فشار                           | {\displaystyle 10^{-5}\,{\text{Torr}}} | {\displaystyle 10^{-3}\,{\text{Torr}}} | {\displaystyle 10^{-6}\,{\text{Torr}}} | {\displaystyle 10^{-6}\,{\text{Torr}}} | {\displaystyle 10^{-6}\,{\text{Torr}}} | {\displaystyle 10^{-10}\,{\text{Torr}}} | {\displaystyle 10^{-10}\,{\text{Torr}}} |
|                                | چهارقطبی سه‌تایی                        | -                                      | -                                      | تشخیص شکل پالس (PSD) یا TOF/TOF        | سکتور های متوالی                       | -                                       | -                                       |
| جرم پشت سر هم                  | {\displaystyle MS/MS}                  | {\displaystyle MS^{n}}                 | -                                      | {\displaystyle MS/MS}                  | {\displaystyle MS/MS}                  | {\displaystyle MS^{n}}                  | -                                       |
| طیف سنجی                       | قطعات                                  | قطعات                                  |                                        | قطعات                                  | قطعات                                  | قطعات                                   |                                         |
|                                | پیش‌سازها                               |                                        |                                        |                                        | پیش‌سازها                               |                                         |                                         |
|                                | اتلاف خنثی                             |                                        |                                        |                                        | اتلاف خنثی                             |                                         |                                         |
|                                | کم انرژی                               | کم انرژی                               | -                                      | کم انرژی یا پر انرژی                   | پر انرژی                               | کم انرژی                                | -                                       |
|                                | برخورد                                 | برخورد                                 |                                        | برخورد                                 | برخورد                                 | برخورد                                  |                                         |
| ------------------------------ | -------------------------------------- | -------------------------------------- | -------------------------------------- | -------------------------------------- | -------------------------------------- | --------------------------------------- | --------------------------------------- |

## مزایا و معایب

### مزایا:
1. هزینه پایین: آنالیزگرهای چهارقطبی به دلیل ساختار نسبتاً ساده خود، هزینه تولید کمتری دارند. این مزیت باعث شده تا در بسیاری از آزمایشگاه‌ها به عنوان انتخاب اصلی برای طیف‌سنجی جرمی مورد استفاده قرار بگیرند.[۲][۱۰]
2. طراحی جمع‌وجور: چهارقطبی‌ها به دلیل طراحی کوچک و فشرده‌ای که دارند، به‌راحتی در ابزارهای رومیزی نصب می‌شوند. این ویژگی به آن‌ها امکان استفاده در طیف‌سنجی‌های قابل‌حمل (به انگلیسی: Portable) و سیستم‌های با ابعاد کوچک را می‌دهد.
3. پایداری و نیاز کم به نگهداری: آنالیزگرهای چهارقطبی با دوام بالا و عملکرد پایدار طراحی شده‌اند و به همین دلیل به نگهداری و عملیات کالیبراسیون کمتری نیاز دارند. این ویژگی‌ها باعث می‌شوند برای استفاده‌های طولانی‌مدت مناسب باشند.
4. سرعت بالا: چهارقطبی‌ها می‌توانند به سرعت طیف‌سنجی‌های پیوسته را انجام دهند و با روش‌های کروماتوگرافی مانند GC و LC سازگاری بالایی دارند.

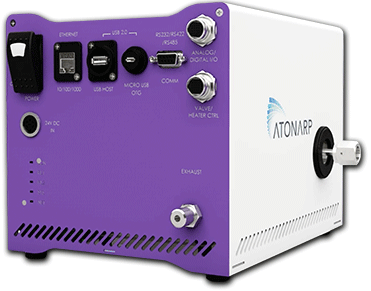
شکل5 - طیف سنج جرمی چهار قطبی مینیاتوری

### معایب:
1. محدودیت در دامنه جرمی: آنالیزگرهای چهارقطبی معمولاً قادر به تحلیل ترکیبات با جرم مولکولی بسیار بالا نیستند و از این رو برای شناسایی مولکول‌های بزرگ، به آنالیزگرهای دیگری مانند TOF یا FT-ICR نیاز است.[۱۱]
2. دقت پایین در تفکیک جرمی: چهارقطبی‌ها به دلیل محدودیت در توان تفکیک جرمی، قادر به جداسازی دقیق ترکیبات با جرم‌های بسیار مشابه نیستند. این محدودیت در تحلیل نمونه‌های پیچیده و دارای ترکیبات مشابه می‌تواند مشکل‌ساز باشد.
3. ناسازگاری با منابع یونی پالسی: آنالیزگرهای چهارقطبی به دلیل نیاز به جریان یون پیوسته، برای منابع یونی پالسی مانند واجذب-یونش لیزری به کمک ماتریس (به انگلیسی: MALDI) مناسب نیستند و بهتر است در کاربردهایی با منابع یونی پیوسته به کار گرفته شوند.